# Paolo Cavara
Paolo Cavara, né à Bologne dans la région de l'Émilie-Romagne le 4 juillet 1926 et mort à Rome dans la région du Latium le 7 août 1982, est un scénariste et réalisateur italien, notamment connu pour ses films documentaires.

## Biographie
Dans les années 1950, Paolo Cavara étudie l'architecture à l'Université de Florence, puis il produit des documentaires d'excursions scientifiques et apparaît comme un pionnier de la photographie sous-marine. Une de ces expéditions est un important voyage au Ceylan (1951) en compagnie de Franco Prosperi qui anticipe l'expérience Sixième Continent de Folco Quilici.
Paolo Cavara travaille ensuite sur une série de films pour la télévision nationale italienne dirigée par Giorgio Moser, puis comme assistant réalisateur : Tombouctou et Maya nue, une production de 1958 de Henry Koster.
Avec Gualtiero Jacopetti et Franco Prosperi, Paolo Cavara est à l'origine des films Mondo, appelés aussi « shockumentaries ».
En 1961, il tourne Mondo cane avec Jacopetti à Las Vegas, il est victime en sa compagnie d'un accident d'automobile où Belinda Lee perd la vie. En 1962, Paolo Cavara et Franco Prosperi conçoivent et réalisent avec Gualtiero Jacopetti le premier « shockumentary » : Mondo cane. Le film est présenté au Festival de Cannes, et ce succès lance Cavara comme scénariste, metteur en scène et réalisateur pour son propre compte.
En 1974, il tourne Virilità qui est un des grands succès commerciaux de cette époque.

## Filmographie

### Comme réalisateur
- 1962 : Cette chienne de vie (Mondo cane)
- 1963 : La Femme à travers le monde (La donna nel mondo)
- 1963 : L'Incroyable Vérité (Mondo cane 2) - non crédité
- 1964 : I malamondo (it)
- 1966 : Witchdoctor in tails - posthume
- 1967 : La Cible dans l'œil (L'occhio selvaggio)
- 1969 : La Capture (La cattura)
- 1971 : Les Négriers (Addio zio Tom) (coréalisé avec Gualtiero Jacopetti et Franco Prosperi)
- 1971 : La Tarentule au ventre noir (La tarantola dal ventre nero)
- 1972 : Los amigos
- 1973 : L'uomo e la natura. Il delta del Danubio
- 1974 : Un parfum d'amour (Virilità)
- 1975 : Il lumacone
- 1976 : E tanta paura
- 1979 : Atsalut pader (it)
- 1980 : La locandiera (it)
- 1980 : Sarto per Signora (téléfilm)
- 1981 : Fregoli (télésuite)